# Táher Ábuzajd
 Ámer Táher Ábuzajd Szájed (arabul: طاهر أبو زيد); (Aszjút, 1962. április 1. – ) egyiptomi politikus, válogatott labdarúgó. 2013-tól Egyiptom sportminisztere. 

## Pályafutása

### Klubcsapatban
1980 és 1993 között az el-Ahlí játékosa volt, melynek tagjaként hét bajnoki címet (1980, 1981, 1982, 1985, 1986, 1987, 1989) szerzett és két alkalommal (1982, 1987) nyerte meg a bajnokcsapatok Afrika-kupáját. 

### A válogatottban
1982 és 1990 között 93 alkalommal szerepelt az egyiptomi válogatottban és 49 gólt szerzett. Részt vett az 1990-es világbajnokságon, ahol az Írország elleni csoportmérkőzésen csereként lépett pályára. A Hollandia és az Anglia elleni találkozón nem kapott lehetőséget. Tagja volt az 1986-os afrikai nemzetek kupáján aranyérmet szerző válogatott keretének és részt vett az 1984-es afrikai nemzetek kupáján, illetve az 1984. évi nyári olimpiai játékokon.

## Sikerei, díjai
el-Ahlí SC
- Egyiptomi bajnok (7): 1979–1980, 1980–81, 1981–82, 1984–85, 1985–86, 1986–87, 1988–89
- Bajnokcsapatok Afrika-kupája győztes (2): 1982, 1987
- Kupagyőztesek Afrika-kupája győztes (3): 1984, 1985, 1986
- Afro-ázsiai klubok kupája győztes (1): 1988

Egyiptom
- Afrikai nemzetek kupája győztes (1): 1986